# Anya
Anya és una entitat de població del municipi d'Artesa de Segre, a la comarca de la Noguera.
El poble se situa a la dreta del riu Segre, al nord-est del terme municipal. La carretera LV-5122, branc de la L-512, és la seva principal via de comunicació. En destaca l'església parroquial de la Mare de Déu de l'Assumpció, que té el portal adovellat i l'absis semicircular, i que va pertànyer a Sant Pere d'Àger.

## Història
Anya fou municipi propi fins a l'any 1966, quan s'agregà a Artesa de Segre. Històricament s'anomenà la Baronia de Montmagastre perquè moltes de les antigues parròquies que formaven part d'aquest municipi pertanyien a la baronia que centrava el castell de Montmagastre. De l'antic municipi en formaven part els pobles d'Alentorn, Comiols, Folquer, Montargull, Montmagastre, Vall-llebrera i Vall-llebrerola.

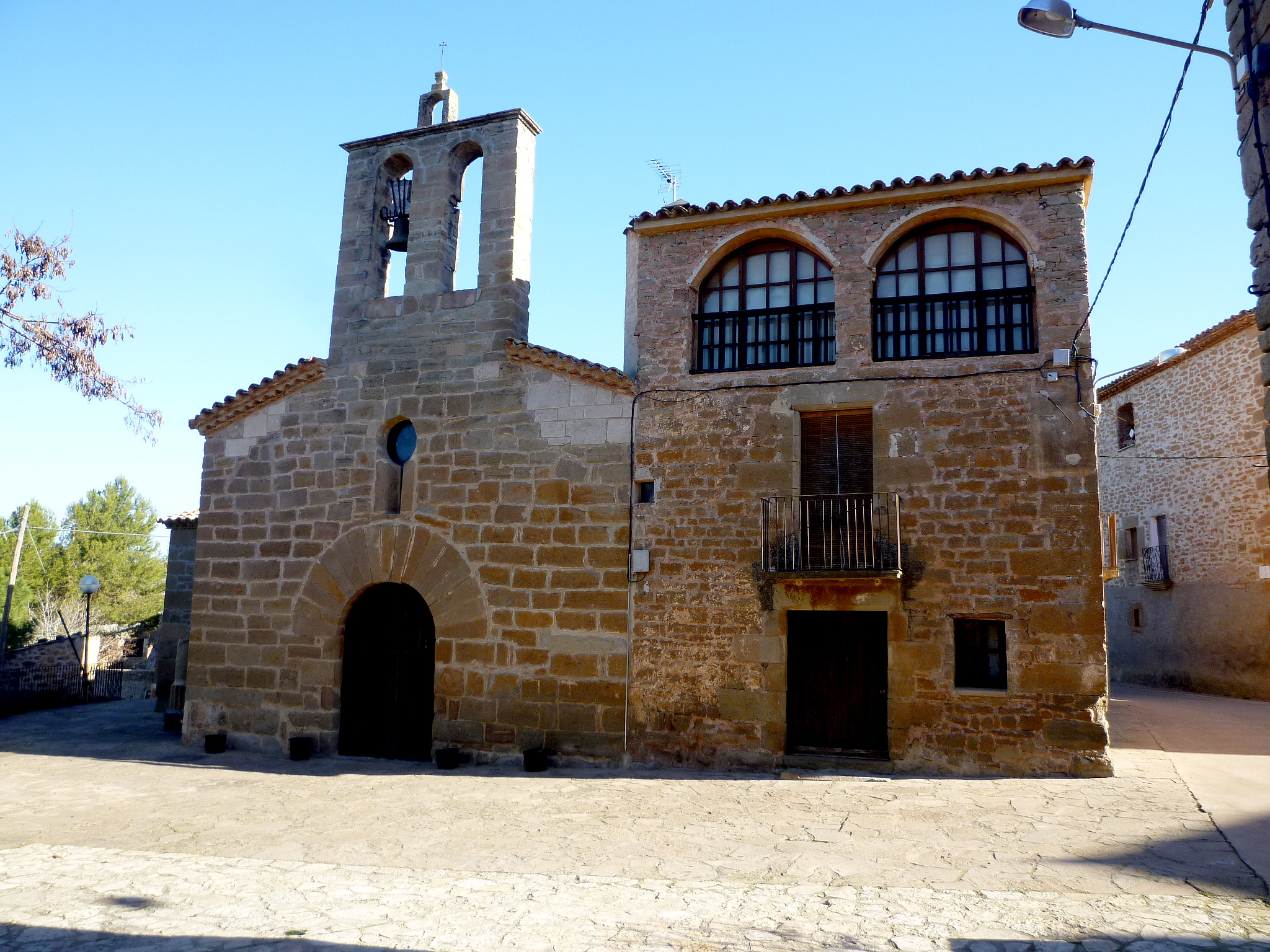
Església de la Mare de Déu de l'Assumpció